# Heterolocha adrosea
Heterolocha adrosea là một loài bướm đêm trong họ Geometridae.